# Combat de Nampala (2015)
Pour les articles homonymes, voir Combat de Nampala.
Guerre du Mali
Batailles
Le combat de Nampala se déroule le 5 janvier 2015 pendant la guerre du Mali. Il oppose l'armée malienne aux djihadistes d'AQMI et d'Ansar Dine qui mènent une attaque contre la petite ville de Nampala.

## Déroulement
Venus peut-être de la forêt de Wagadou, les assaillants attaquent avec des drapeaux noirs sur leurs véhicules, ils appartiennent à un groupe qui n'est pas formellement identifié, mais l'agence de presse mauritanienne Alakhbar affirme être entrée en contact à Nampala avec une source qui se réclamait d'AQMI,,. Sept mois plus tard, le 5 juillet 2015, Ansar Dine revendiquera également sa participation à l'attaque.
Les djihadistes gagnent Nampala avec trois véhicules et des motos. À l'aube, ils garent leurs véhicules et entrent à pied dans la bourg par son côté est. Ils obliquent ensuite vers le sud-est et se dirigent vers le camp militaire. L'attaque débute entre 04h00 et 06h15 du matin, les djihadistes surprennent les Maliens et parviennent à entrer dans le camp militaire, défendu par une centaine d'hommes.
Les soldats maliens, pris par surprise, n'opposent pas une grande résistance et prennent la fuite en abandonnant Nampala,. Les djihadistes s'emparent de la localité pendant quelques heures, ils installent notamment des drapeaux sur les bâtiments administratifs. 
Cependant l'armée malienne envoie des renforts et les avions français commencent à survoler le bourg. Les djihadistes quittent les lieux vers 11 heures,. Un combattant d'AQMI déclare à l'agence Alakhbar qu'ils se retirent en emportant avec eux plusieurs prisonniers maliens,. Les djihadistes se seraient repliés sur la forêt de Wagadou.
Dans la soirée, le gouvernement malien annonce dans un communiqué que l'armée a repris le contrôle de Nampala.

## Pertes
Selon le maire de la commune voisine de Diabaly, le bilan humain est dans la soirée d'au moins sept morts, tous retrouvés vêtus de tenues militaires,. Tandis que selon une source de l'AFP au sein de la MINUSMA, l'affrontement a fait au moins huit morts. Un camionneur mauritanien a également affirmé avoir « compté sept morts » et « vu un huitième mourant ». Quatre soldats maliens sont également blessés et admis à l'hôpital de Ségou.
Le 7 janvier, l'AFP indique que selon des sources municipales et militaires le bilan de l'attaque de Nampala est de 11 morts et neuf blessés du côté des militaires.
Le soir du 6 février 2015, au nord-est de Diabaly, les Maliens capturent onze hommes armés soupçonnés d'être des djihadistes impliqués dans les attaques de Nampala et Ténenkou.
Selon un rapport publié le 20 novembre 2018 par la Fédération internationale des ligues des droits de l'homme (FIDH) et l'Association malienne des Droits de l’Homme (ADMH), une dizaine de djihadistes auraient été tués lors de la bataille de Nampala.